# Ctenoplusia crinoides
Ctenoplusia crinoides là một loài bướm đêm trong họ Noctuidae.